# 유기동물

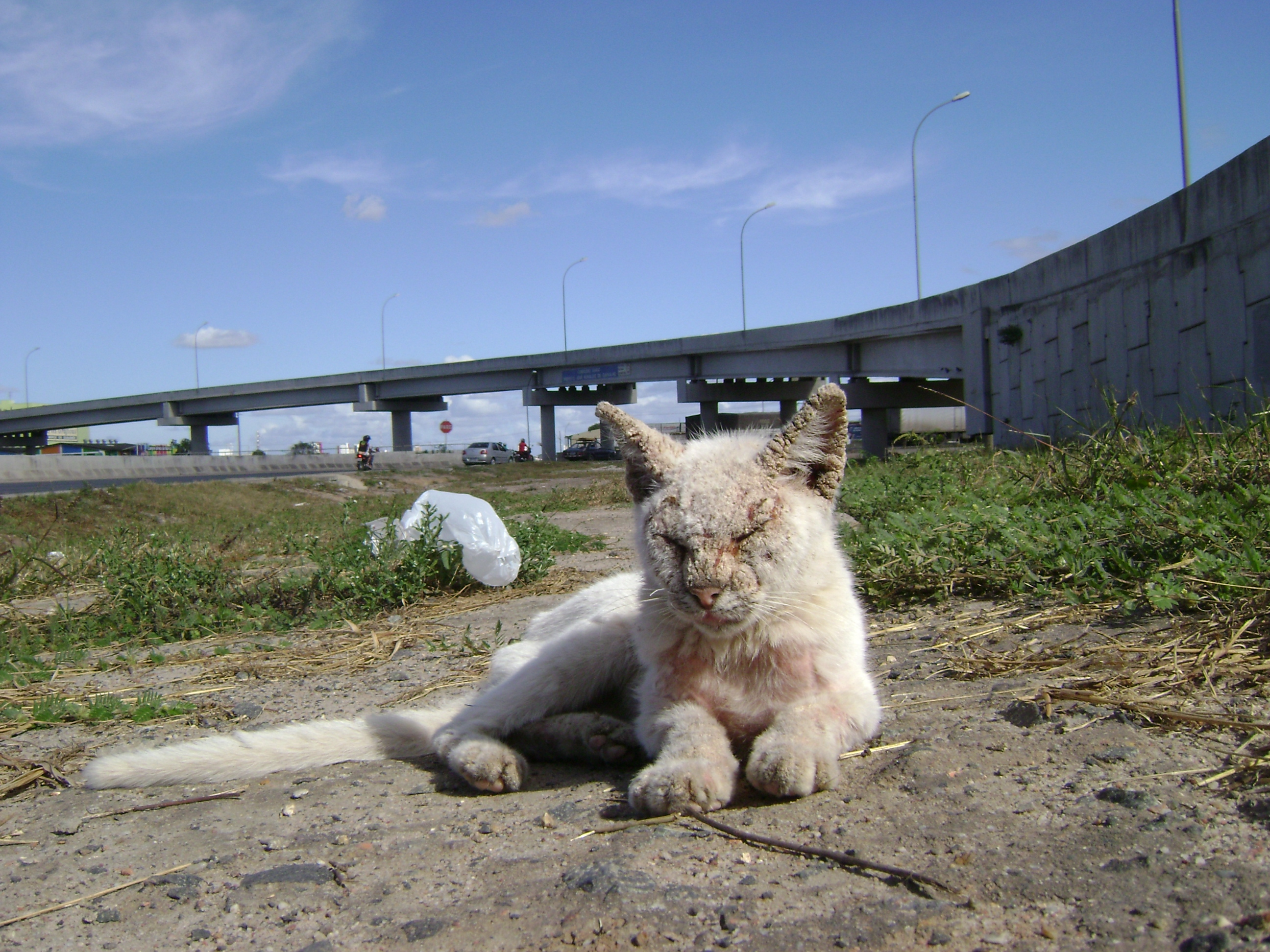
고속도로 옆에 버려진 맹인 고양이.

유기동물(遺棄動物, 영어: abandoned pets)은 주인의 실수, 혹은 의도적인 목적으로 인하여 버려진 이국적인 동물, 혹은 반려동물을 뜻한다. 유기동물들은 주로 주인의 죽음이나, 혹은 동물들이 너무 커지거나 질병에 걸린 경우 발생한다. 2008년 세계 금융 위기 당시, 많은 유기동물들이 그들의 주인에 의한 재정적 문제로 버려지거나 방치되기도 하였다. 해외의 경우, 많은 유기동물들이 주인의 집이 압류당하여, 버려진 집에 구조되지 못한 채로 버려져 있기도 한다. 이 동물들은 음식과 물이 없어 죽는 경우가 많지만, 운이 좋은 경우 부동산 업자와 은행 사무관의 차압과정에서 발견되기도 한다. 동물 보호소에 직접 동물들을 유기하는 경우도 있다. 동물을 유기하는 것은 동물보호법에서 금지하고 있다.

## 이유

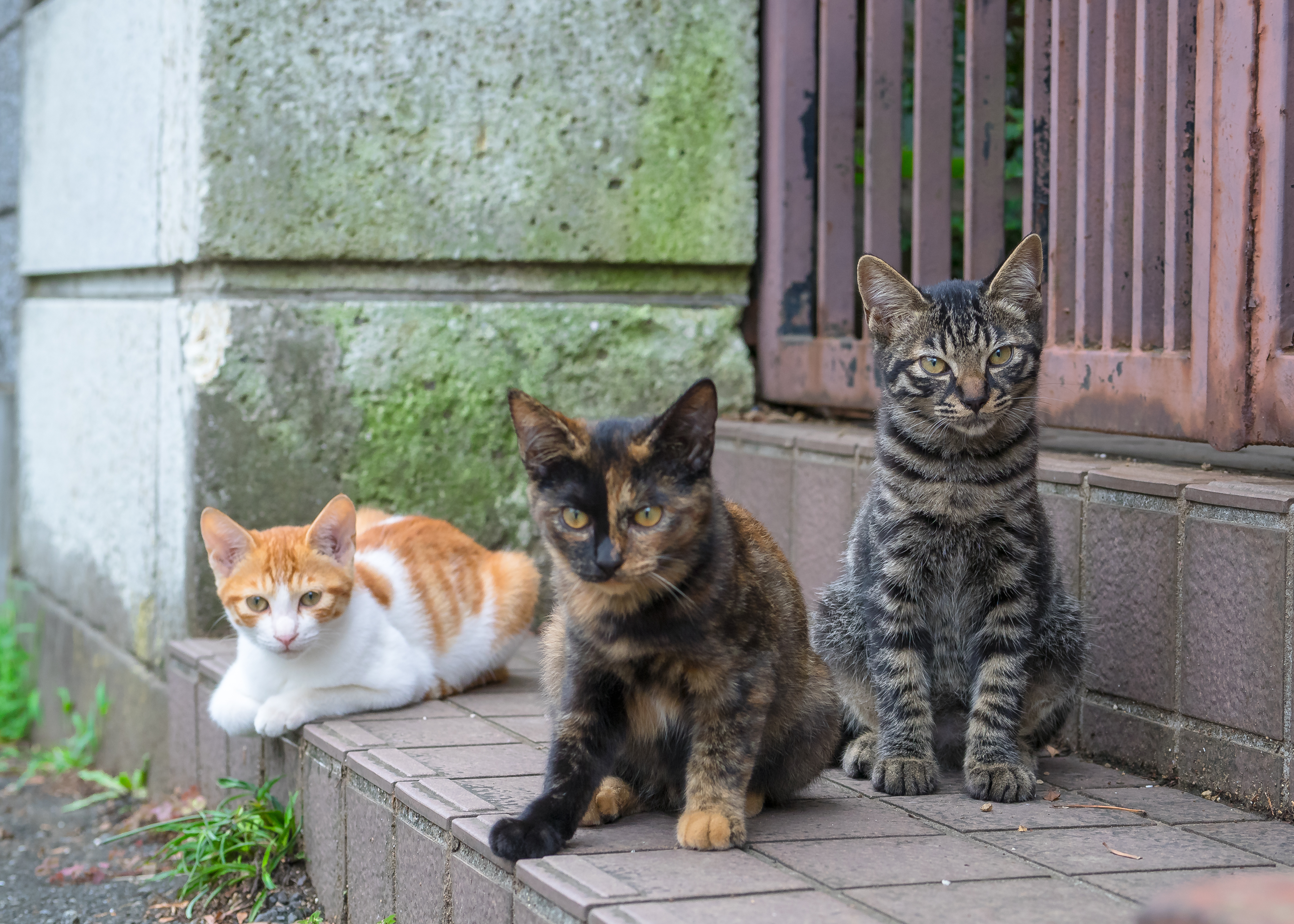
들고양이

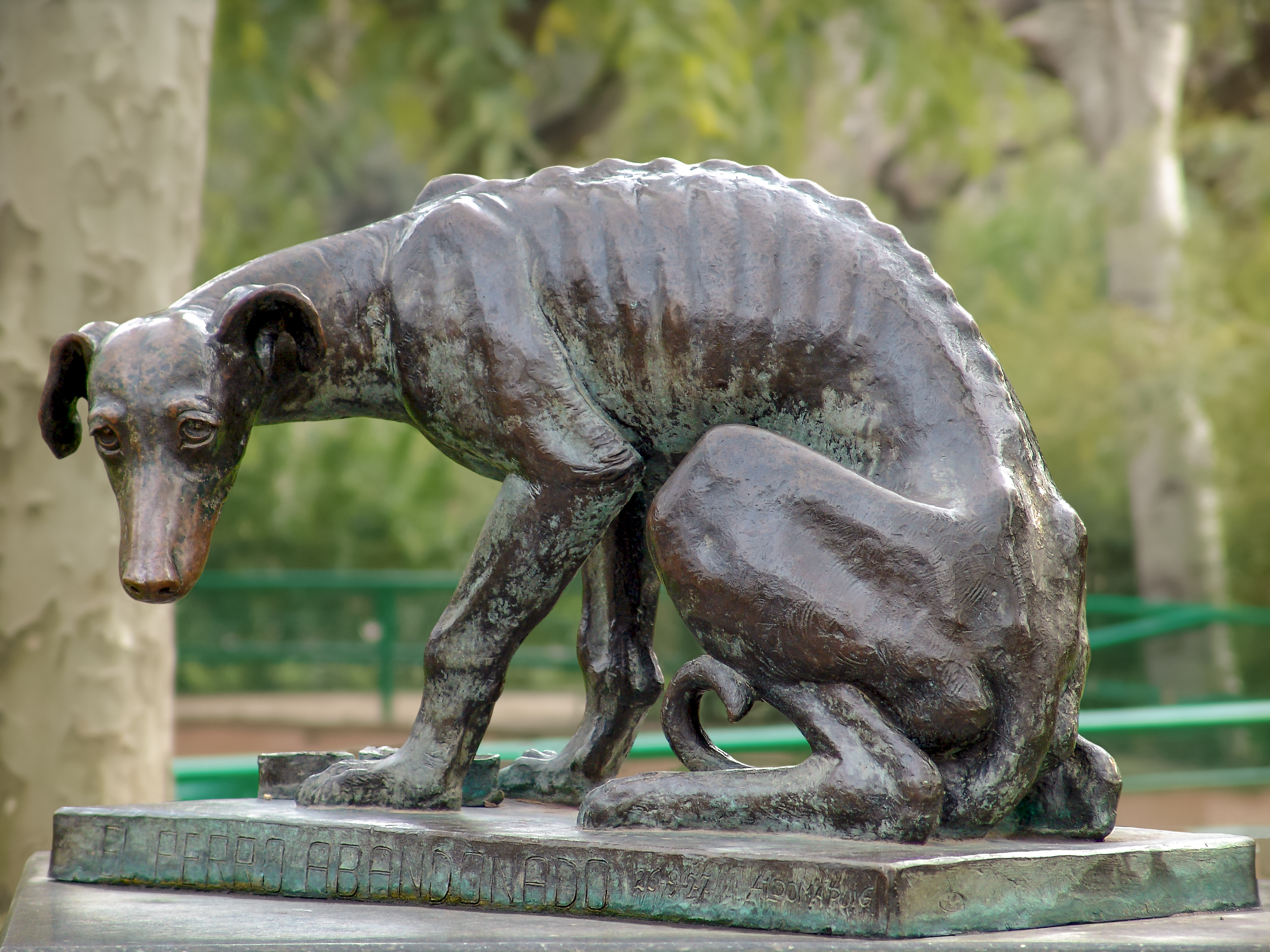
엘 고스 유기견, 스페인 바르셀로나의 시우타델라 공원에 있는 기념비로, 유기동물을 기리는 곳이다.

동물들은 다양한 이유로 인해 유기된다. 예쁘고 귀엽다는 이유로 입양했다가 나중에 늙고 병들어 동물의 외모가 마음에 들지 않거나 많이 다쳐서 치료비가 부담들어서 등, 다양한 명분을 들며 반려동물을 유기한다. 주인이 동물의 행동과 심리를 이해하지 못해서 생긴 갈등 때문에 유기하는 경우도 있다. 고양이와 개들은 다른 동물들과는 달리 그들의 식민지를 형성하는 경우도 있으며, 떠돌이 개에 비하여 떠돌이 고양이의 수가 많다고 알려져 있다.

### 방생
햄스터와 토끼, 파충류 등 키우던 동물을 자연에 풀어주는 것이 무조건 좋은 것이라고 생각하여 동물들을 유기하는 경우도 있다. 그러나 잘못된 방생을 한다면 풀어준 동물을 도리어 죽게 만들거나 생태계를 교란 시킬 수 있다. 온도, 먹이를 구하는 법, 천적 등 동물들은 완전히 새로운 환경에서 ‘생존’해 나가야 하고 그 과정에서 수많은 동물들이 죽어간다. 또한 위험한 병원체를 자연에 유입시킬 수 있을 뿐 아니라 외래종 방생은 생태계를 교란시킬 수 있어 생물다양성법과 야생동식물보호법으로 금지하고 있다.

### 현황
대한민국에서는 2011년 기준 매년 8만 여 마리의 반려동물이 버려지는 것으로 집계된다. 버려지는 반려동물이 매년 10만 여 마리에 달한다는 의견도 있다. 유기동물의 전년대비 증가율은 ’16년 9.3%, ’17년 14.4%, ’18년 17.9%를 기록하였다. 유기동물이 늘어나면서 구조·보호 비용을 포함한 운영비도 많이 늘어났다. 2018년 동물보호센터 운영비는 전년의 155억 5000만원에 비해 28.9%가 증가한 200억 4000만원이 소요되었다.

## 사회적 관심

### 대한민국
대한민국의 경우 1991년 처음 동물보호법이 제정되었으나, 당시의 사회분위기를 고려해 제정된 법조항 대부분이 선언적인 내용에 그친 경우가 많았다. 이후 정부와 동물보호단체등의 노력으로 동물보호법이 개정되어 2008년 1월 27일부터 개정된 동물보호법이 시행되고있다. 새 동물보호법은 동물소유자의 사육·관리 의무를 강화하고 동물 학대 등 위법행위시 처벌규정 또한 대폭 강화함으로써 그냥 법을 만든 취지를 살릴 수 있게 되었다는 평가를 받고 있다. 대한민국에서의 동물유기는 동물보호법 제 47조에 의하여, 300만원 이하의 과태료가 부과된다.
또한, 대한민국의 많은 연예인들도 유기견을 입양한다. 동물등록제가 시행되고 있는데 동물등록제는 반려동물의 등록관리를 통하여 소유주의 책임을 강화하고 유실동물을 신속하게 소유주에게 인계함으로서 유실 및 유기 동물의 발생을 억제하여 동물 보호 및 인수공통전염병예방 등 반려동물의 문화향상 및 동물보호를 목적으로 제정된 제도이다. 반려동물로 기르는 개는 2개월령이 되는 날부터 30일 이내에 지자체에 등록해야 하며 동물등록은 시 · 군 · 구청 및 등록대행기관(동물병원, 동물보호단체 등)에서 접수가 가능하고, 등록 신청이 완료되면 동물병원에서 내장형 무선식별장치 개체 삽입을 받게된다. 등록대상동물을 등록하지 않은 경우 60만원 이하의 과태료가 부과되며 동물등록을 함으로써 유기동물을 줄일 수 있다.
2022년 6월에는 유기동물 고양이들이 모여 창설했다는 설정이 있는 아이돌 그룹 11 키티즈가 창설되었고, 이는 하나의 유기동물 입양 장려 캠페인이다. 많은 사람들이 유기동물을 입양할 수 있는 캠페인을 마련하는 등 유기동물에 대한 인식이 서서히 나아지고 있다.

### 미국
미국의 많은 주에서 반려동물을 버리는 것은 중죄다. 뉴욕에서는 경범죄로 간주되고 있으며, 2019년 상원 법안 S410에서는 동물 유기죄의 최고 벌금을 2,000달러로 인상할 것을 제안하고 있다.

### 영국
영국에서는 tion, the Dogs Trust등의 의한 자선단체의 구조가 활발하다.

### 인도
인도에서는 자이나교의 추종자들에 의하여 인도 전역에 동물 보호소가 있다.

## 입양절차
보호소에 들어온 대부분의 동물들은 중성화수술이 안 되어 있기 때문에 입양하려는 보호자로 하여금 중성화 수술을 하겠다는 서약을 하거나 미리 중성화 수술 비용을 받고 수술후에 분양을 하는 편이다.  또한 입양하려는 사람의 인적정보가 담긴 마이크로칩을 동물의 목덜미 피부에 삽입하는데 법(동물등록제)적으론 개만 해당된다. 수수료는 보통 1~3만원 정도 한다. 보통 입양시 필요한 물품은 신분증, 이동장이나 켄넬을 준비해야 한다.
법적의무는 아니지만 동물병원에서 진료를 받을 시에 유기동물을 입양했다는 것을 알려주면 진료비 할인혜택을 받을 가능성이 높다. 그러나 유기동물을 입양했다는 것이 영리를 추구하는 동물병원에게 당연히 요구해야 하는 권리는 아니다. 오히려 동물병원 입장에서는 각종 질병에 감염되어 있을 가능성이 높거나 사회화가 덜 된 유기동물을 치료하는 것에 대해 거부감을 가지기도 하고, 실제로 유기동물을 치료한다는 소문이 나는 경우 환자가 줄어들기도 한다. 유기동물에 대한 편견에서 비롯된 잘못된 비유로, 유기동물 병원비 할인은 유기동물의 입양을 촉진하기 위한 것이며 병원에서 자발적으로 시행할 수 있다. 실제로 유기동물 치료를 적극적으로 하는 병원의 경우, 치료를 받고 입양된 후에도 해당 병원을 찾는 경우가 많고, 유기동물 반려인들 사이에서도 신뢰할 수 있는 병원으로 소문이 나는 경우 또한 많다.

## 같이 보기
- 반려견
- 떠돌이 개